# 1982

## Події
- 2 квітня — Фолклендська війна.
- 19 квітня — на орбіту виведена радянська орбітальна станція «Салют-7»
- 5 червня — у Будапешті відбувся перший чемпіонат світу зі складання кубика Рубіка.
- 30 Листопада —  Майкл Джексон випустив найпродаваніший альбом усіх часів ''Thriller''.
- 24 грудня — Дослідний зразок найбільшого серійного вантажного літака у світі Ан-124 «Руслан» здійснив перший політ.

### Катастрофи
- червень — на території Тюменської області на газопроводі Уренгой — Ужгород стався вибух потужністю близько 3-х кілотонн. Інформація про вибух була засекречена.

## Народились
Дивись також Категорія:Народились 1982
- 6 січня — Едді Редмейн, британський актор і модель.
- 7 січня — Лорен Коен, американська кіноакторка і фотомодель.
- 8 січня — Леся Матвєєва, українська психологиня, Міс Україна 2004.
- 9 січня — Кетрін, принцеса Уельська, дружина Вільяма, герцога Кембриджського.
- 17 січня — Лілія Літковська, українська дизайнерка та модельєрка.
- 18 січня — Катерина Кухар, українська артистка балету, прима-балерина Національного академічного театру опери та балету.
- 29 січня — Адам Ламберт, американський співак, фіналіст «American Idol».
- 3 лютого — Віра Брежнєва, українська співачка, акторка та телеведуча, колишня учасниця гурту «ВІА Гра».
- 8 лютого — Ірина Мерлені, українська спортсменка з вільної боротьби, олімпійська чемпіонка.
- 11 лютого:
  - Валентина Хамайко, українська акторка, телеведуча.
  - Наталі Дормер, британська акторка.
- 25 лютого — Ольга Фреймут, українська телеведуча, журналістка, письменниця.
- 26 лютого — Олександр Філатович, український кінорежисер і кліпмейкер.
- 3 березня:
  - Аіда Ніколайчук, українська співачка та музикантка, переможниця Ікс-Фактор України.
  - Джессіка Біл, американська акторка, співачка та модель.
- 4 березня — Ганна Гопко, українська громадська діячка і журналістка, народна депутатка України VIII скликання.
- 11 березня — Тора Берч, американська акторка.
- 18 березня — Тімо Глок, німецький автогонщик, пілот Формули-1, чемпіон серії GP2 2007 року.
- 24 березня — Олександр Педан, український шоумен, телеведучий.
- 31 березня — Ірина Волкова, українська телеведуча.
- 3 квітня — Кобі Смолдерс, канадська акторка
- 10 квітня — Надія Мейхер, українська співачка, акторка, екс-солістка гурту «ВІА Гра».
- 15 квітня — Сет Роген, канадський і американський комік, сценарист, режисер і продюсер єврейського походження.
- 16 квітня — Джина Карано, американська спортсменка: тайська боксерка і бійчиня змішаного стилю, акторка і фотомодель.
- 18 квітня — Юркевич Андрій, український військовик. (п. 2014)
- 30 квітня — Кірстен Данст, американська акторка, режисерка, сценаристка та продюсерка.
- 1 травня — Джеймі Дорнан, ірландський актор, модель і музикант.
- 8 травня — Сергій Танчинець, український співак та фронтмен гурту «БЕЗ ОБМЕЖЕНЬ».
- 20 травня — Тала Калатай, українська телеведуча та акторка.
- 29 травня — Наталія Добринська, українська легкоатлетка (багатоборство), олімпійська чемпіонка.
- 16 червня — Анна Завальська, українська співачка, екс-солістка поп-дуету «Алібі».
- 21 червня — Вільям, герцог Кембриджський, принц Валлійський, син принцеси Діани і англійського принца Чарльза.
- 29 червня — Ольга Гришина, українська акторка театру і кіно.
- 1 липня — Гаврилов Дмитро, український актор театру, кіно й дубляжу.
- 5 липня — Туба Бюйюкюстюн, одна з найпопулярніших акторок Туреччини.
- 9 липня:
  - Сакон Ямамото, японський автогонщик, пілот Формули-1.
  - Тобі Кеббелл, англійський кіно- та телеактор.
- 10 липня — Владислав Яма, український танцівник.
- 18 липня — Пріянка Чопра, індійська модель та акторка.
- 19 липня — Джаред Падалекі, американський актор.
- 23 липня — Пол Веслі, американський актор і продюсер.
- 24 липня:
  - Елізабет Мосс, американська акторка театру, кіно і телебачення.
  - Анна Паквін, новозеландська кіно- і театральна акторка.
- 30 липня — Івонн Страховскі, австралійська акторка.
- 1 серпня — Роман Ясіновський, український актор театру та кіно.
- 7 серпня — Яна Клочкова, українська плавчиня, чотириразова олімпійська чемпіонка.
- 13 серпня — Себастіан Стен, американський актор румунського походження.
- 9 вересня — Світлана Бевза, українська дизайнерка, модельєрка.
- 20 вересня — Інна Осипенко-Радомська, українська веслувальниця на байдарках, чемпіонка Олімпійських ігор.
- 22 вересня — Біллі Пайпер, британська співачка, танцюристка і акторка.
- 25 вересня — Стельмах Дмитро Миколайович, військовослужбовець Збройних сил України.
- 27 вересня — Lil Wayne, американський репер.
- 30 вересня — Кіран Калкін, американський актор. Молодший брат Маколея Калкіна.
- 5 жовтня — Рустам Худжамов, український футболіст.
- 10 жовтня — Ден Стівенс, англійський актор.
- 13 жовтня — Ян Торп, австралійський плавець.
- 18 жовтня — Світлана Лобода, українська співачка, екс-солістка гурту «ВІА Гра».
- 22 жовтня — Олександр Кучер, український футболіст.
- 26 жовтня:
  - Метт Сміт, англійський актор.
  - Дмитро Андрієць, український співак.
- 4 листопада — Євген Літвінкович, популярний в Україні співак родом з Білорусі, автор та виконавець.
- 6 листопада — Олексій Гай, український футболіст.
- 12 листопада — Енн Гетевей, американська акторка театру та кіно, співачка.
- 18 листопада — Деймон Веянс (молодший), американський актор.
- 23 листопада — Артур Мхітарян, український підприємець вірменського походження.
- 29 листопада — Джемма Чан, англійська акторка кіно, телебачення, театру, колишня модель.
- 30 листопада — Людмила Барбір, українська акторка і телеведуча.
- 4 грудня — Нік Вуйчіч, мотиваційний тренер.
- 8 грудня — Нікі Мінаж, американська реперка.
- 10 грудня — Слободян Тарас, активіст Євромайдану. Герой України. (пом. в 2014)
- 15 грудня — Чарлі Кокс, англійський театральний та кіноактор
- 16 грудня — Анна Сєдокова, українська співачка, акторка, телеведуча.
- 20 грудня — Максим Сікора, український телеведучий, журналіст.
- 29 грудня — Елісон Брі, американська акторка.
- 30 грудня — Крістін Кройк, канадська акторка та виконавча продюсерка нідерландсько-китайського походження.

## Померли
Дивись також Категорія:Померли 1982, Список померлих 1982 року
- 6 січня — Ємець Василь Костьович — український бандурист, помер у Лос-Анджелесі, США
- 30 січня — Віктор Михайлович Глушков, український математик, піонер комп'ютерної техніки
- 1 вересня — Хаскелл Брукс Каррі, американський математик і логік
- 10 листопада — Брежнєв Леонід Ілліч — генеральний секретар Комуністичної партії СРСР

## Нобелівська премія
- з фізики: Кеннет Геддес Вільсон — «За теорію критичних явищ у зв'язку з фазовими переходами»
- з хімії: Аарон Клуг — «За розробку методу кристалографічної електронної мікроскопії та прояснення структури біологічно важливих комплексів нуклеїнова кислота — білок»
- з медицини та фізіології: Суне Бергстрем, Бенгт Самуельсон та Джон Роберт Вейн — «За відкриття, що стосуються простагландинів та близьких до них біологічно активних речовин»
- з економіки: Джордж Стіглер — «За новаторські дослідження промислових структур, функціонування ринків, причин та наслідків державного регулювання»
- з літератури: Ґабрієль Ґарсія Маркес
- Нобелівська премія миру: Альва Мюрдаль та Альфонсо Гарсія Роблес — «За значний внесок у справу роззброєння»

## Державна Премія УРСР імені Тараса Шевченка
- у галузі архітектури: за художньо-декоративне оформлення інтер'єру обласний драматичний театр імені І.Франка в Івано-Франківську (1980) (Д.Сосновий, В.Вільшук, В.Лукаш, А.Овчар, В.Шевчук).